# Mamoru Mōri
Mamoru Mōri (毛利衛?, Mōri Mamoru; Yoichi, 29 gennaio 1948) è un ex astronauta giapponese.
Mōri è nato nella prefettura di Hokkaidō, è sposato con Akiko Naka ed ha tre figli. Nel 1970 ha conseguito un bachelor of science in chimica presso l'Università di Hokkaidō, nella stessa ha preso anche il master nel 1972 mentre il dottorato lo ha preso all'Università Flinders presso Adelaide (Australia). Ha pubblicato oltre 100 articoli nel campo della scienza dei materiali e del vuoto.
È stato selezionato dalla JAXA come specialista del carico utile e nel 1996 è entrato al Johnson Space Center per seguire l'addestramento. Ha volato in due missioni del programma Space Shuttle: la STS-47 del 1992 e la STS-99 del 2000.